# Campeonato Canadiense de Fútbol 2016
El Campeonato Canadiense de Fútbol 2016 fue la novena edición de la competición del fútbol de Canadá. Se disputó entre el 11 de mayo y concluyó el 29 de junio.
Toronto ganó su quinto torneo tras vencer al Vancouver Whitecaps por el gol de visitante con un marcador global de 2-2 y clasificó a la Liga de Campeones de la Concacaf 2018.

## Equipos participantes
Los equipos participantes son Montreal Impact, Toronto, Vancouver Whitecaps, Edmonton y Ottawa Fury.

## Ronda preliminar
| Fechas          | Local ida | Resultado global | Local vuelta | Ida | Vuelta |
| --------------- | --------- | ---------------- | ------------ | --- | ------ |
| 11 y 18 de mayo | Edmonton  | 2:3              | Ottawa Fury  | 0:3 | 0:2    |

## Cuadro
|  | Semifinales         | Semifinales    | Semifinales    |   |                     | Final            | Final            | Final            |  |
|  | 1 y 8 de junio      | 1 y 8 de junio | 1 y 8 de junio |   |                     | 21 y 29 de junio | 21 y 29 de junio | 21 y 29 de junio |  |
|  |                     |                |                |   |                     |                  |                  |                  |  |
|  |                     |                |                |   |                     |                  |                  |                  |  |
|  | Vancouver Whitecaps | 0              | 3              |   |                     |                  |                  |                  |  |
|  | Vancouver Whitecaps | 0              | 3              |   |                     |                  |                  |                  |  |
|  | Ottawa Fury         | 2              | 0              |   |                     |                  |                  |                  |  |
|  | Ottawa Fury         | 2              | 0              |   | Vancouver Whitecaps | 0                | 2                |                  |  |
|  |                     |                |                |   | Vancouver Whitecaps | 0                | 2                |                  |  |
|  |                     |                | Toronto (v.)   | 1 | 1                   |                  |                  |                  |  |
|  | Montreal Impact     | 2              | Toronto (v.)   | 1 | 1                   | 0                |                  |                  |  |
|  | Montreal Impact     | 2              |                |   |                     | 0                |                  |                  |  |
|  | Toronto             | 4              | 0              |   |                     |                  |                  |                  |  |
|  | Toronto             | 4              | 0              |   |                     |                  |                  |                  |  |
|  |                     |                |                |   |                     |                  |                  |                  |  |

### Semifinales
| 1 de junio de 2016, 19:30 (UTC-4) | Ottawa Fury               | 2:0 (2:0) | Vancouver Whitecaps | Estadio TD Place, Ottawa, Ontario                       |                                                         |
|                                   | Steele 3' · Paulo Jr. 41' | Reporte   |                     | Asistencia: 9.057 espectadores Árbitro(s): Yusri Rudolf | Asistencia: 9.057 espectadores Árbitro(s): Yusri Rudolf |

| 8 de junio de 2016, 19:00 (UTC-7) | Vancouver Whitecaps                    | 3:0 (2:0) | Edmonton | Estadio BC Place, Vancouver, Columbia Británica          |                                                          |
|                                   | Morales 3' · Mezquida 20' · Rivero 52' | Reporte   |          | Asistencia: 17.863 espectadores Árbitro(s): Geoff Gamble | Asistencia: 17.863 espectadores Árbitro(s): Geoff Gamble |

| 1 de junio de 2016, 19:30 (UTC-4) | Toronto                           | 4:2 (2:0) | Montreal Impact            | BMO Field, Toronto, Ontario                              |                                                          |
|                                   | Osorio 13' 36' · Hamilton 60' 80' | Reporte   | Salazar 86' · Drogba 90+1' | Asistencia: 22.143 espectadores Árbitro(s): David Gantar | Asistencia: 22.143 espectadores Árbitro(s): David Gantar |

| 8 de junio de 2016, 19:30 (UTC-4) | Montreal Impact | 0:0     | Toronto | Estadio Saputo, Montreal, Quebec                            |                                                             |
|                                   |                 | Reporte |         | Asistencia: 18.964 espectadores Árbitro(s): Silviu Petrescu | Asistencia: 18.964 espectadores Árbitro(s): Silviu Petrescu |

### Final
| 21 de junio de 2016, 19:30 (UTC-4) | Toronto      | 1:0 (1:0) | Vancouver Whitecaps | BMO Field, Toronto, Ontario                                  |                                                              |
|                                    | Giovinco 43' | Reporte   |                     | Asistencia: 20.011 espectadores Árbitro(s): Mathieu Bourdeau | Asistencia: 20.011 espectadores Árbitro(s): Mathieu Bourdeau |

| 29 de junio de 2016, 19:00 (UTC-7) | Vancouver Whitecaps       | 2:1 (0:0) | Toronto       | Estadio BC Place, Vancouver, Columbia Británica          |                                                          |
|                                    | Mezquida 47' · Parker 68' |           | Johnson 90+5' | Asistencia: 19.376 espectadores Árbitro(s): Drew Fischer | Asistencia: 19.376 espectadores Árbitro(s): Drew Fischer |

| Campeón Toronto F. C. |
| 5º Título             |

## Goleadores
| Jugador          | Equipo              | Goles |
| ---------------- | ------------------- | ----- |
| Jonathan Osorio  | Toronto             | 2     |
| Jordan Hamilton  | Toronto             | 2     |
| Nicolás Mezquida | Vancouver Whitecaps | 2     |

## Premios
- Mejor jugador del torneo

 Benoît Cheyrou (Toronto FC)